# Kristen Johnston
Kristen Angela Johnston (Washington, D.C., 20 de setembro de 1967) é uma atriz norte-americana, conhecida pelo papel de Sally Solomon na série 3rd Rock from the Sun (1996–2001), pelo qual ganhou duas vezes o Emmy do Primetime de melhor atriz coadjuvante em série de comédia.
Interpretou a personagem Wilma Flintstone no filme Os Flintstones em Viva Rock Vegas e Holly Franklin na sitcom The Exes, além de um papel recorrente no seriado de televisão Mom.

## Início da vida
Johnston nasceu em Washington, DC, mas foi criado principalmente em Fox Point, Wisconsin, um subúrbio de Milwaukee, onde freqüentou a Catholic Grade School de St. Eugene e a Whitefish Bay High School. Ela passou alguns de seus anos de adolescência na Suécia e na América do Sul e ganhou um bacharelado em artes e uma licenciatura em teatro na Universidade de Nova York.

## Vida pessoal
Seu pai era o ex-senador republicano do estado de Wisconsin Rod Johnston.
Em sua autobiografia, The Endless Follies and Tiny Triumphs of a Giant Disaster, Johnston revelou seu vício em álcool e pílulas que começou quando ela estava cursando o ensino médio. Ela mencionou que, no auge de seu vício, bebia em média duas garrafas de vinho por noite. Ela declarou no livro de 2012 que estava sóbria há cinco anos. Através de sua instituição de caridade SLAM, NYC (Sobriedade, Aprendizagem e Motivação), ela orienta as meninas do ensino médio da cidade de Nova York com problemas de dependência e auto-estima e tem viajado pela cidade para construir uma escola de recuperação.
Johnston disse que foi diagnosticada em novembro de 2013 com lúpus mielite, o que a levou a perder as filmagens de alguns episódios da série The Exes. Um personagem interpretado por Leah Remini foi introduzido na terceira temporada para cobrir a ausência de Johnston.

## Filmografia
- The Orkly Kid  (1985)
- Amazonia  (1992)
- The Debt  (1993)
- Backfire!  (1995)
- London Suite  (1996) (TV)

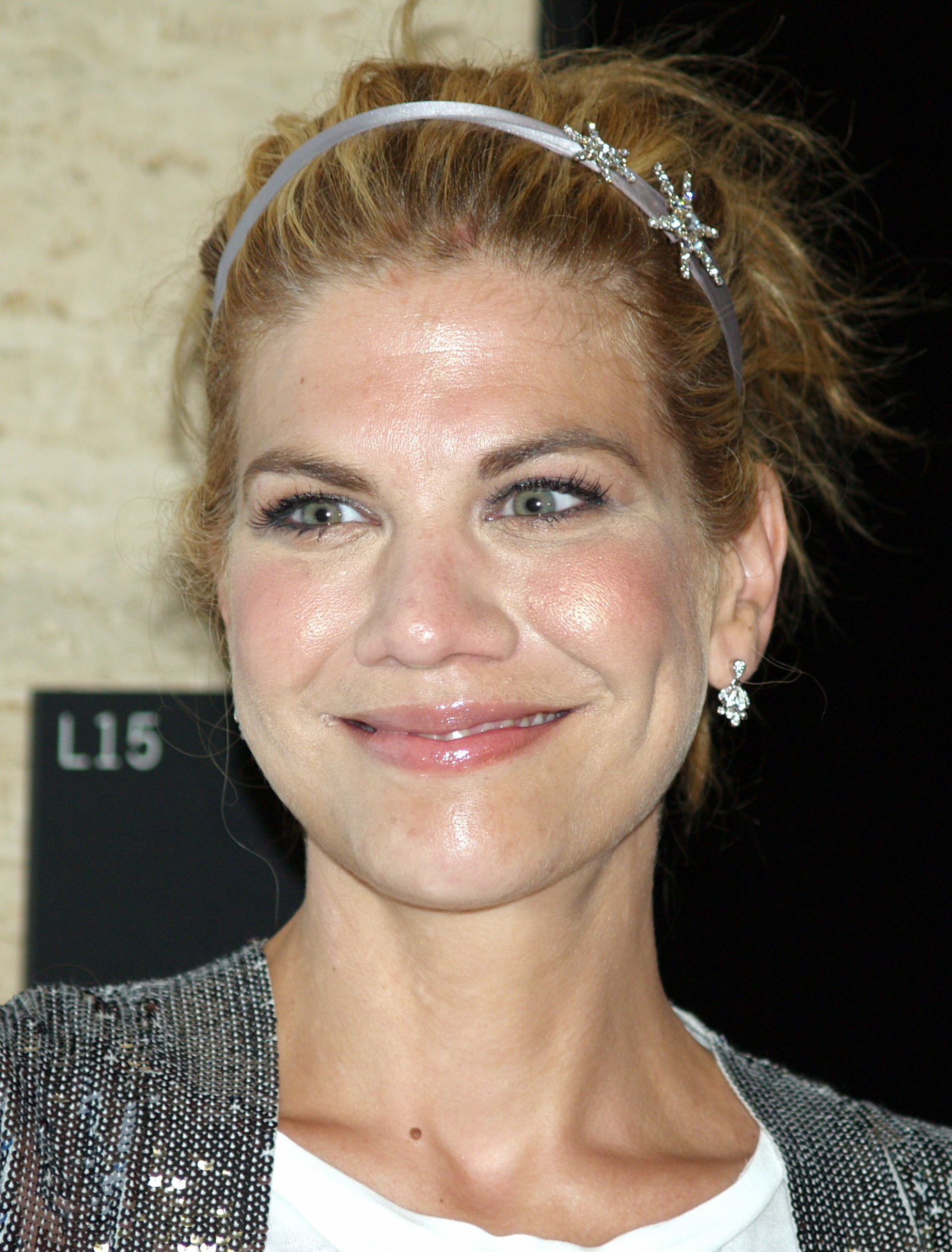
Kristen Johnston (2008)

- 3rd Rock from the Sun  (1996–2001) (TV)
- Microscopic Milton  (1997) (TV)
- Nobody Knows Anything (1998)
- Austin Powers: The Spy Who Shagged Me  (1999)
- The Flintstones in Viva Rock Vegas  (2000)
- Austin Powers in Goldmember  (2002)
- Sex and the City  (2004) (TV)
- ER  (2005) (TV)
- Strangers with Candy  (2005)
- Music and Lyrics  (2007)
- Bride Wars  (2009)
- The New Adventures of Old Christine  (2009) (TV)
- Finding Bliss  (2009)
- Ugly Betty  (2009–2010) (TV)
- Bored to Death  (2010) (TV)
- The Exes (2011-15) (TV)
- Mom (2018-2021) (TV)

## Prêmios
- 1999: Emmy (categoria: Melhor atriz secundária numa série de comédia) pelo papel Sally Solomon na série 3rd Rock from the Sun
- 1997: Emmy (categoria: Melhor atriz secundária numa série de comédia) pelo papel Sally Solomon na série 3rd Rock from the Sun